# Shane Carwin

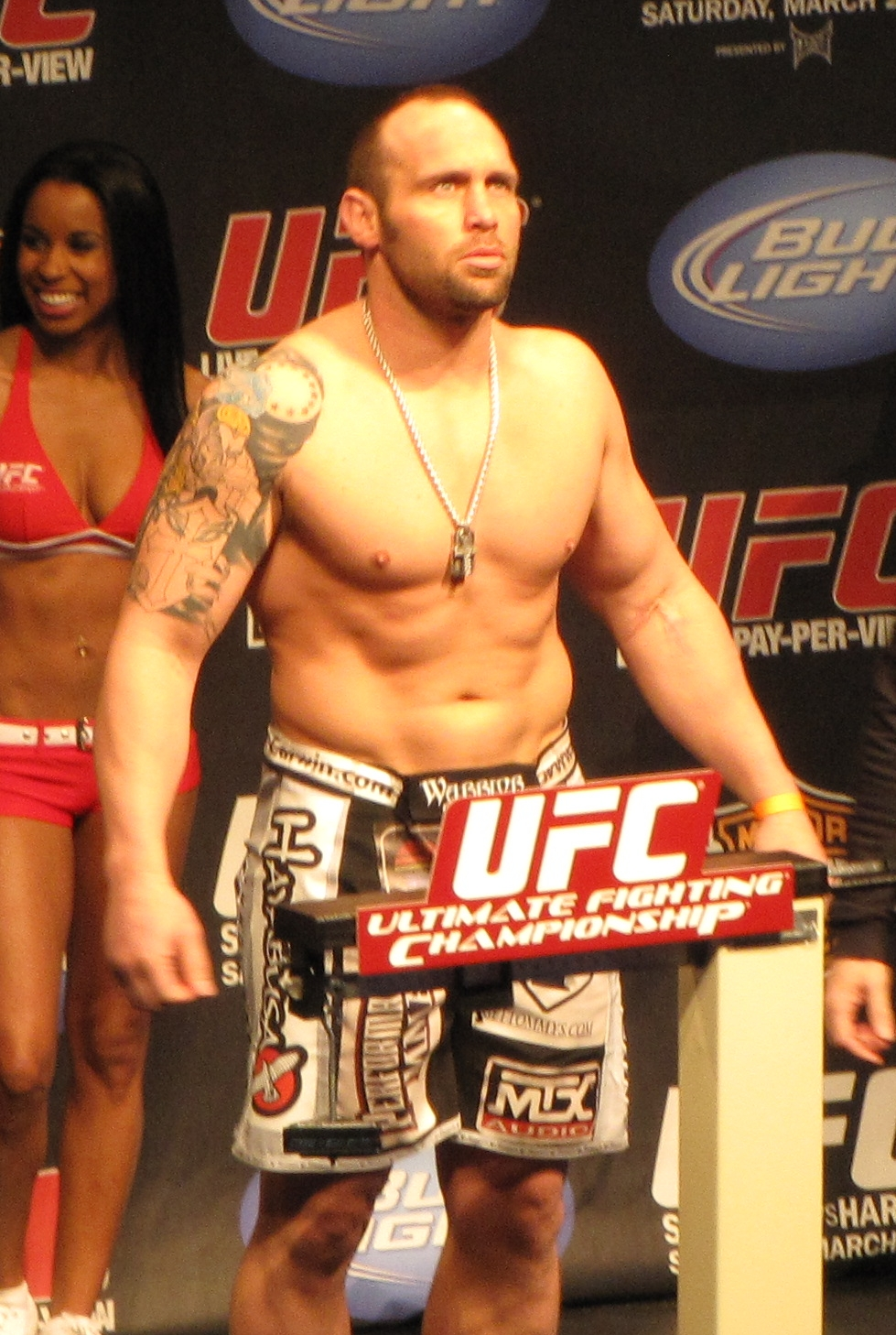
Shane Carwin, 2010

Shane Carwin (* 4. Januar 1975 in Greeley; voller Name Shane Bannister Carwin) ist ein ehemaliger US-amerikanischer Mixed-Martial-Arts-Kämpfer. Seine MMA-Wettkampfstatistik beträgt zwölf Siege, alle in der ersten Runde, und zwei Niederlagen.

## Werdegang
Der 188 cm große Schwergewichtler Shane Carwin wuchs in Colorado auf und besuchte dort das Western State College und die Colorado School of Mines. Er war als Footballspieler aktiv und gewann auch einige Ringkampftitel.
Danach begann er eine Karriere im Mixed Martial Arts. Seinen ersten offiziellen Wettkampf trug er am 14. Oktober 2005 bei World Extreme Cagefighting aus, wo Carlton Jones in der ersten Runde gegen ihn aufgeben musste. Ebenfalls durch Aufgabe in der ersten Runde bezwang er seine nächsten Gegner: Casey Jackson am 18. März 2006 bei Extreme Wars 2 - X-1 und Jay McCown beim Ultimate Texas Showdown 5 am 29. April 2006. Auch seine weiteren Kämpfe sollte er allesamt in der ersten Runde gewinnen. So gegen Justice Smith durch technisches KO bei Extreme Wars 3 - Bay Area Brawl am 3. Juni 2006, gegen Chris Guillen durch Aufgabe beim Ultimate Texas Showdown 6 am 24. Juni 2006 und Rick Slaton durch KO an der Ring of Fire 30 - Domination vom 15. September 2007. Nachdem Shane Carwin am 27. Oktober 2007 bei Art of War 4 seinen Gegner Rex Richards zur Aufgabe gezwungen und am 1. Dezember 2007 bei Ring of Fire 31 – Undisputed Sherman Pendergarst durch TKO besiegt hatte, wechselte er zur Ultimate Fighting Championship.
Seinen ersten UFC-Kampf hatte Carwin am 24. Mai 2008 bei UFC 84 - Ill Will. Er besiegte Christian Wellisch durch TKO. Bei UFC 89 - Bisping vs. Leben am 18. Oktober 2008 bezwang er Neil Wain durch TKO. Seinen dritten UFC-Fight absolvierte er am 7. März 2009 bei UFC 96 - Jackson vs. Jardine. Dort besiegte er Gabriel Gonzaga durch TKO.
Bei UFC 111 - St. Pierre vs. Hardy am 27. März 2010 trat Shane Carwin gegen den früheren UFC Heavyweight Champion Frank Mir an. Er besiegte Mir durch KO in der ersten Runde und wurde damit UFC Interim Heavyweight Champion. Somit wurde sein nächster Kampf auf den 3. Juli 2010 gegen den amtierenden Heavyweight Champion Brock Lesnar festgesetzt. Carwin musste in der zweiten Runde gegen Lesnar aufgeben.
Bei UFC 125 sollte Carwin gegen Roy Nelson antreten, er musste diesen Kampf jedoch aufgrund von Rückenproblemen absagen. Carwin legte wegen der Verletzung eine längere Pause ein. Die OP verlief jedoch erfolgreich, weshalb Carwin seine Rückkehr ankündigte.
Bei UFC 131 kam Carwin zurück, um den verletzen Brock Lesnar zu vertreten, unterlag jedoch seinem Gegner Junior Dos Santos, der durch eine einstimmige Entscheidung siegte. 2013 verkündete Carwin nach mehreren Verletzungen das Ende seiner MMA-Karriere.